# Potentilla protea
Potentilla protea är en rosväxtart som beskrevs av J. Soják. Potentilla protea ingår i Fingerörtssläktet som ingår i familjen rosväxter. Inga underarter finns listade i Catalogue of Life.